# 杉崎真宏
杉崎 真宏（すぎさき まさひろ、本名及び旧芸名：杉崎 政宏（すぎさき まさひろ）、1974年〈昭和49年〉8月21日 - ）は、日本の俳優、元お笑い芸人。神奈川県出身。元ワタナベエンターテインメント所属。現在はフリー。

## 来歴・人物
- H178、B88、W74、H91。趣味は人間ウォッチング・一人旅・料理。
- 現在ピン芸人として活動している安井順平とお笑いコンビ「アクシャン」を結成し、NHK「爆笑オンエアバトル」、フジテレビ「笑う犬の生活」、テレビ朝日「OUT OF ORDER」等お笑い番組で活躍。
- 「アクシャン」としての活動を2002年より休止。
- 2003年に俳優として再スタート。
- 2005年11月に杉崎政宏から杉崎真宏に改名。
- 宮本亜門作品「ユーリンタウン」出演の際、初ミュージカルにもかかわらず、過去に見ないミュージカル俳優だと絶賛されていた。
- 一見、男らしいキャラクターだが、周りの仲間からはOLのような性格と言われている。
- ラジオドラマ「NISSAN あ、安部礼司 〜 beyond the average 〜（TOKYO FM）で番組開始以来「刈谷勇」役でレギュラー出演。その他チョイ役でも出演していたが、2018年4月の番組リニューアルと同時に降板した。杉崎本人からは挨拶や降板に至るまでの経緯の説明等一切なかった。
- 2007年4月21日にミュージカル「ザ・ヒットパレード」のヒット祈願企画として、表参道のアウトオブオーダーショップにて一日ハグ店長と題し、ファンイベントを行った。
- 趣味の料理を生かし『野菜ソムリエ』（日本ベジタブル&フルーツマイスター協会認定のジュニア・ベジタブル&フルーツマイスター）を2007年7月に取得した。
- 2015年4月1日より始まった自身のラジオ番組「Happy Hour Party!」の冒頭第一声で、結婚したことを報告。
- パクチー、ナスの漬物、辛いものが苦手。
- 2015年から2019年まで小林タカ鹿とのコントユニット「WANTED」としても活動し、「WANTED JAPAN TOUR」と題したご当地ネタを取り入れたコントを各地で公演していた。
- 長らくワタナベエンターテインメント所属であったが、2018年8月頃より公式ホームページから杉崎のプロフィールは削除されている。

## 出演

### テレビドラマ
- ウイークエンドドラマ オマタかおる（1997年7月 - 8月、テレビ朝日）
- 女子アナ。（2000年1月 - 3月、フジテレビ）
- 金曜エンタテインメント みにくいアヒルの子・涙の再会スペシャル（2003年4月、フジテレビ）
- 伝説のマダム（2003年4月 - 6月、よみうりテレビ/日本テレビ）
- 大奥〜第一章〜（2004年10月 - 12月、フジテレビ）
- 月曜ミステリー劇場 警視庁三係・吉敷竹史シリーズ1・寝台特急「はやぶさ」1/60秒の壁（2004年12月、TBS）
- 月曜ミステリー劇場 浅見光彦シリーズ20作品記念・崇徳伝説殺人事件（2005年3月、TBS）
- ザ・ヒットパレード〜芸能界を変えた男・渡辺晋物語〜（2006年5月、フジテレビ）
- CAとお呼びっ! 第3話（2006年7月 - 9月、日本テレビ）
- 下北サンデーズ（2006年7月 - 9月、テレビ朝日）
- 愛の劇場 スイーツドリーム（2006年9月 - 10月）
- 水曜ミステリー9 警察署長・たそがれ正治郎3 隅田川殺人模様（2006年11月、テレビ東京）
- 母親失格（2007年1月 - 3月、東海テレビ/フジテレビ）
- 特命係長 只野仁 3rdシーズン 第27話（2007年2月、テレビ朝日）
- 火曜ゴールドドラマ マイ☆スィートホーム（2007年1月、日本テレビ）
- 死ぬかと思った Case9「声男　VOICE MAN」（2007年6月、日本テレビ）
- 秘書のカガミ 第11話（2008年4月 - 6月、テレビ東京）
- ケータイ捜査官7 第36話（2008年4月 - 2009年3月、テレビ東京） - 八房 役
- RESCUE〜特別高度救助隊（2009年、TBS）
- 土曜ワイド劇場 内田康夫サスペンス・福原警部（2009年6月・2009年6月・2011年4月、テレビ朝日） - 小宮山健 役
- 華麗なるスパイ（2009年7月 - 9月、日本テレビ）
- 連続ドラマW（WOWOW）
  - ママは昔パパだった（2009年8月 - 9月）
  - マークスの山（2010年10月 - 11月）
- 福岡恋愛白書5〜ふたつのLove Story〜「32歳の同窓会」（2010年2月、KBCテレビ）
- デカ007（2010年4月、日本テレビ）
- 仮面ライダーオーズ/OOO（2010年9月 - 、テレビ朝日） - 澤田幸太郎 役
- ヘブンズ・フラワー The Legend of ARCANA（2011年1月 - 3月、TBS）
- 土曜ワイド劇場 拘置所の女医（2011年3月、テレビ朝日）
- 江〜姫たちの戦国〜 第16話（2011年1月 - 11月、NHK）
- 東野圭吾3週連続スペシャル ブルータスの心臓（2011年6月、フジテレビ）
- 月曜ゴールデン 森村誠一サスペンス・正義の証明（2011年9月、TBS） - 平川賢太郎 役
- 水曜ミステリー9 多摩南署たたき上げ刑事・近松丙吉9 見知らぬ死体（2012年1月、テレビ東京） - 池田光男 役
- 月曜ゴールデン ヤメ刑探偵 加賀美塔子2 その女…元刑事!盗まれたミイラを取り戻せ!（2012年11月、TBS） - 岡崎雅也 役
- でたらめヒーロー 第1話・11話（2013年、読売テレビ） - 桜木錠一 役
- 花咲舞が黙ってない 第1シリーズ 第8話（2014年、日本テレビ） - インタビュアー 役

### その他テレビ番組
- 笑う犬の冒険（フジテレビ） - 2001年4月〜9月の間レギュラー出演
- OUT OF ORDER（2003年4月 - 11月、テレビ朝日）
- 世界ウルルン滞在記（毎日放送）インドネシア・裸族篇
- 究極ヒットパラダイス〜アラフォー☆エンドレスサマー〜（2009年8月、NHK） - 司会
- 究極ヒットパラダイス〜アラフォー☆クリスマス〜（2009年12月、NHK） - 司会
- フォーカス（2009年9月 - 2010年1月、日本テレビ）

### 映画
- 歌舞伎町案内人（2003年、監督：張加貝）
- 雨よりせつなく（2004年、監督：当摩寿史）
- バブルへGO!! タイムマシンはドラム式（2007年、監督：馬場康夫）
- ミッドナイト・イーグル（2007年、監督：成島出）

### 舞台
- 2004年
  - 「ユーリン・タウン」（演出：宮本亜門）
  - 新感線☆RXロックミュージカル「SHIROH」
- 2005年
  - ミュージカル「ピーター・パン」（演出：松本裕子）
  - 「プレイバックパートII」（演出：ラサール石井）などに出演。
- 2007年
  - 「アウトオブオーダー」（演出：中村龍史/脚本：村上大樹、松村武、千葉雅子）
  - ミュージカル「ザ・ヒットパレード」ショウと私を愛した夫（演出：山田和也 / 脚本：鈴木聡）
  - 朗読劇「苦情の手紙」（演出：中野俊成）
  - 音楽劇「三文オペラ」（演出：白井晃）
- 2009年
  - 刈谷勇 presents　男×女 〜男と女のラブコメディー〜
  - エルダーソルジャース
- 2015〜2019年
  - WANTED Japan Tour - エンタメユニット『 WANTED （小林タカ鹿＋杉崎真宏）』、2015年に結成[2]。

### ラジオ
以下の2番組で、杉崎は「ラジオ」ではなく、「レディオ」と発する。
- NISSAN あ、安部礼司〜BEYOND THE AVERAGE (TOKYO FM・JFN系列) - 刈谷勇 役（2006年4月 - 2018年4月）
- Happy Hour Party!→Happy Our Party!（JFNC・2015年4月 - ）